# Silence (escalade)
Silence (anciennement Project Hard) est une voie d'escalade sportive située en Norvège, dans la commune de Flatanger. Elle est considérée depuis septembre 2017 comme une des plus difficiles au monde, après avoir été proposée comme la première voie de cotation 9c. C'est le grimpeur Adam Ondra qui équipe la voie en 2012 et 2013 puis est le premier à en réussir l'ascension en 2017.

## Description
La voie est située en Norvège, dans la commune de Flatanger, dans un secteur de l'abri sous roche d'Hanshelleren déjà connu pour la voie Change (9b+, 2012). Silence est une voie très déversante avec un développement d'environ 45 mètres. Elle se décompose en une séquence de 20 mètres en 8b, suivie des passages-clés (ou crux) composés de trois passages distincts de bloc (8c, 8b puis 7c+), avec 6 positions de repos « tête en bas » sur blocage de genou.

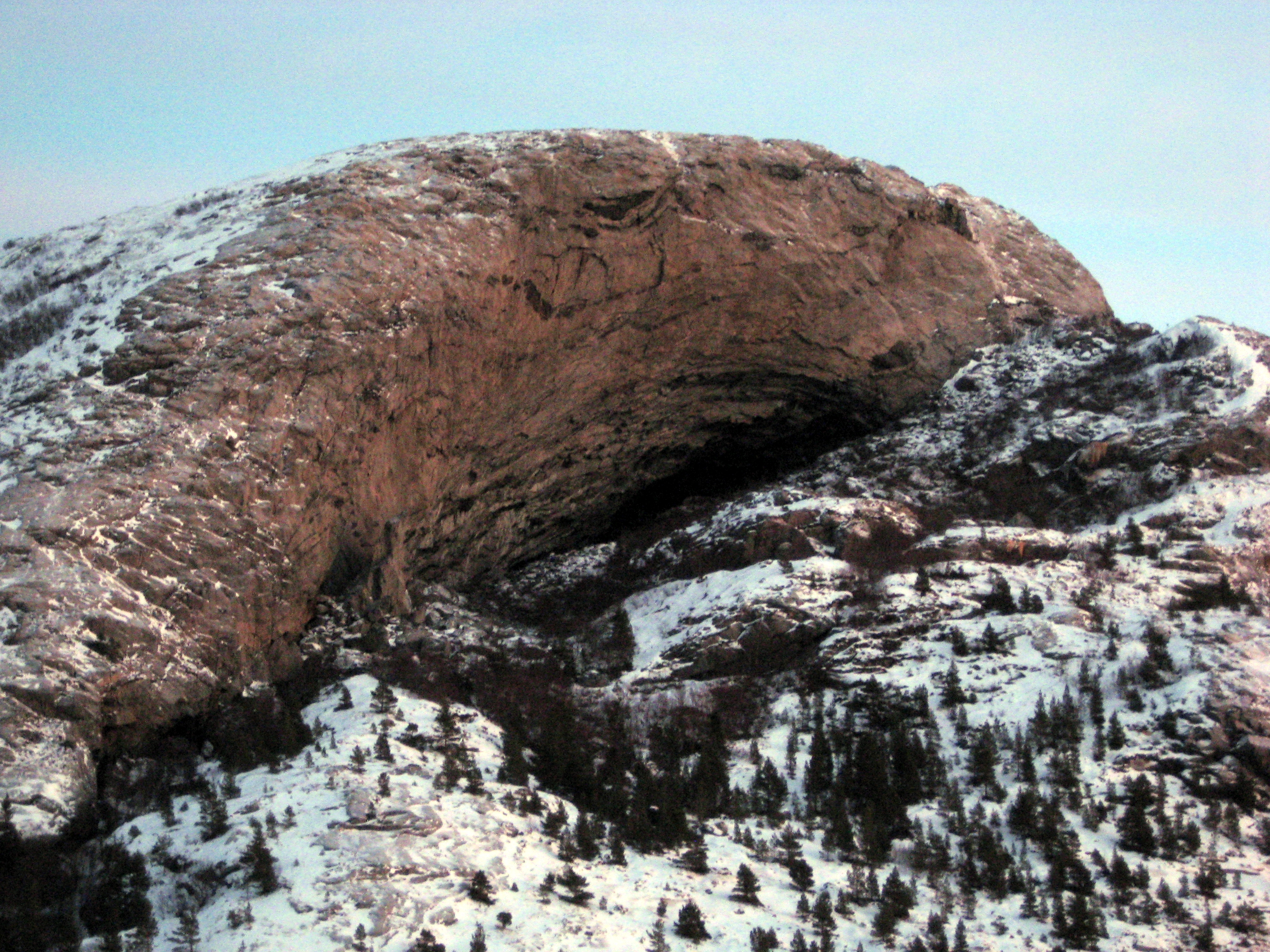
Cavité d'Hanshelleren, où se situe la voie Silence.

Silence est considérée depuis septembre 2017 comme une des voies les plus difficiles au monde, après avoir été proposée comme la première voie de cotation 9c, le niveau de difficulté maximum actuel

## Ouverture
Adam Ondra équipe la voie en 2012 et 2013 en l'intitulant provisoirement Project Hard (« Projet difficile » en anglais), en débutant dans la voie Nordic Flower (8b). En 2016 et 2017, Ondra réalise sept séjours pour travailler cette voie et il tente « plusieurs centaines » d'essais, en majorité pour lier les mouvements de bloc du premier crux.
Fin août 2017, Ondra annonce être proche de l’enchaînement qu'il finit par réussir en septembre 2017,. Les semaines suivantes, Ondra détaille sa réalisation dans différentes interviews, et notamment son entraînement et les difficultés spécifiques de cette voie (endurance des mollets pour tenir les nombreux repos en blocage genou). Son ascension est présentée dans le film documentaire Silence dont les premiers extraits sont diffusés fin 2017.
Adam Ondra publie la vidéo de son ascension à travers le film documentaire Silence le 23 février 2018

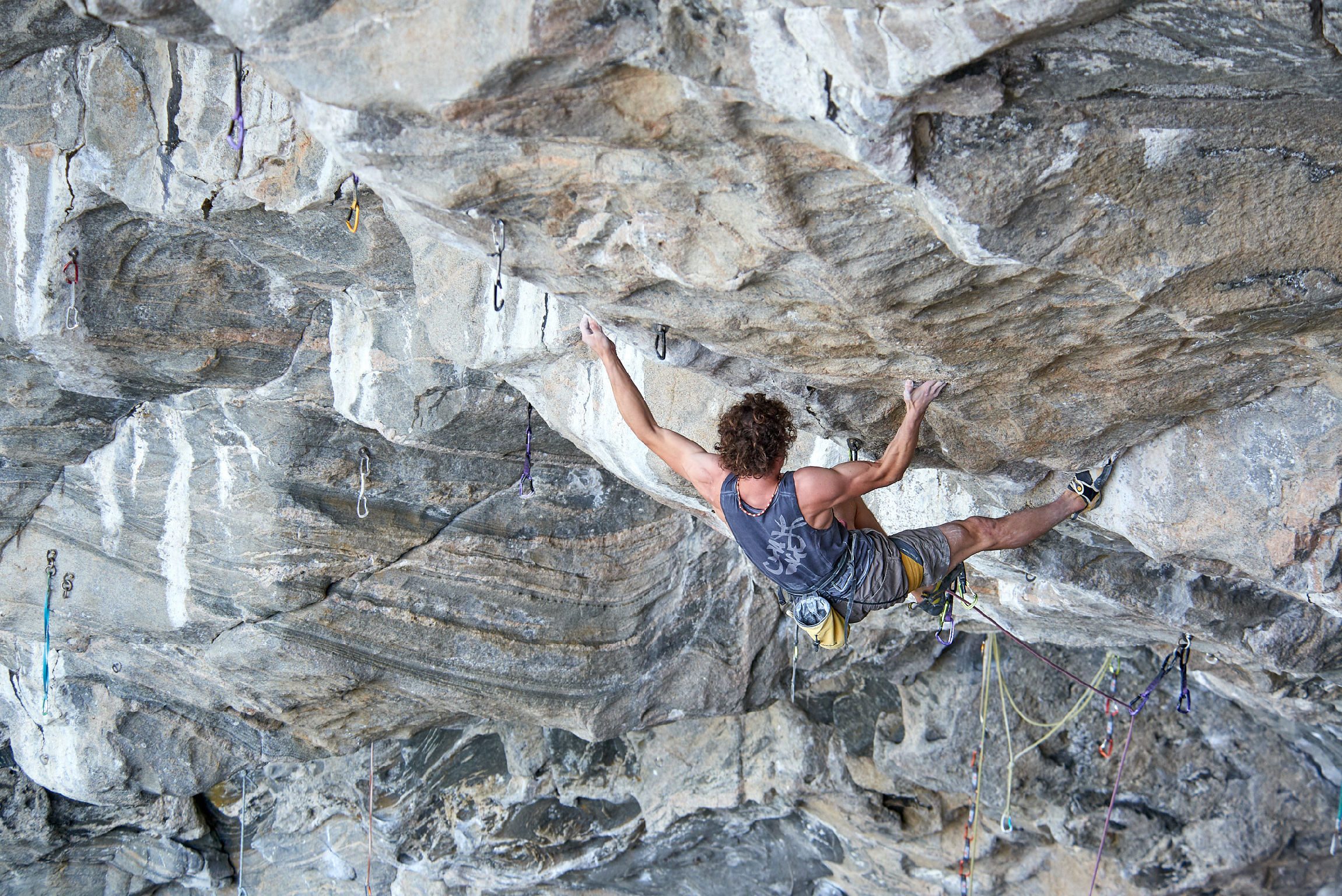
Adam Ondra en crochetage de pointe dans le début du premier crux, juillet 2017.
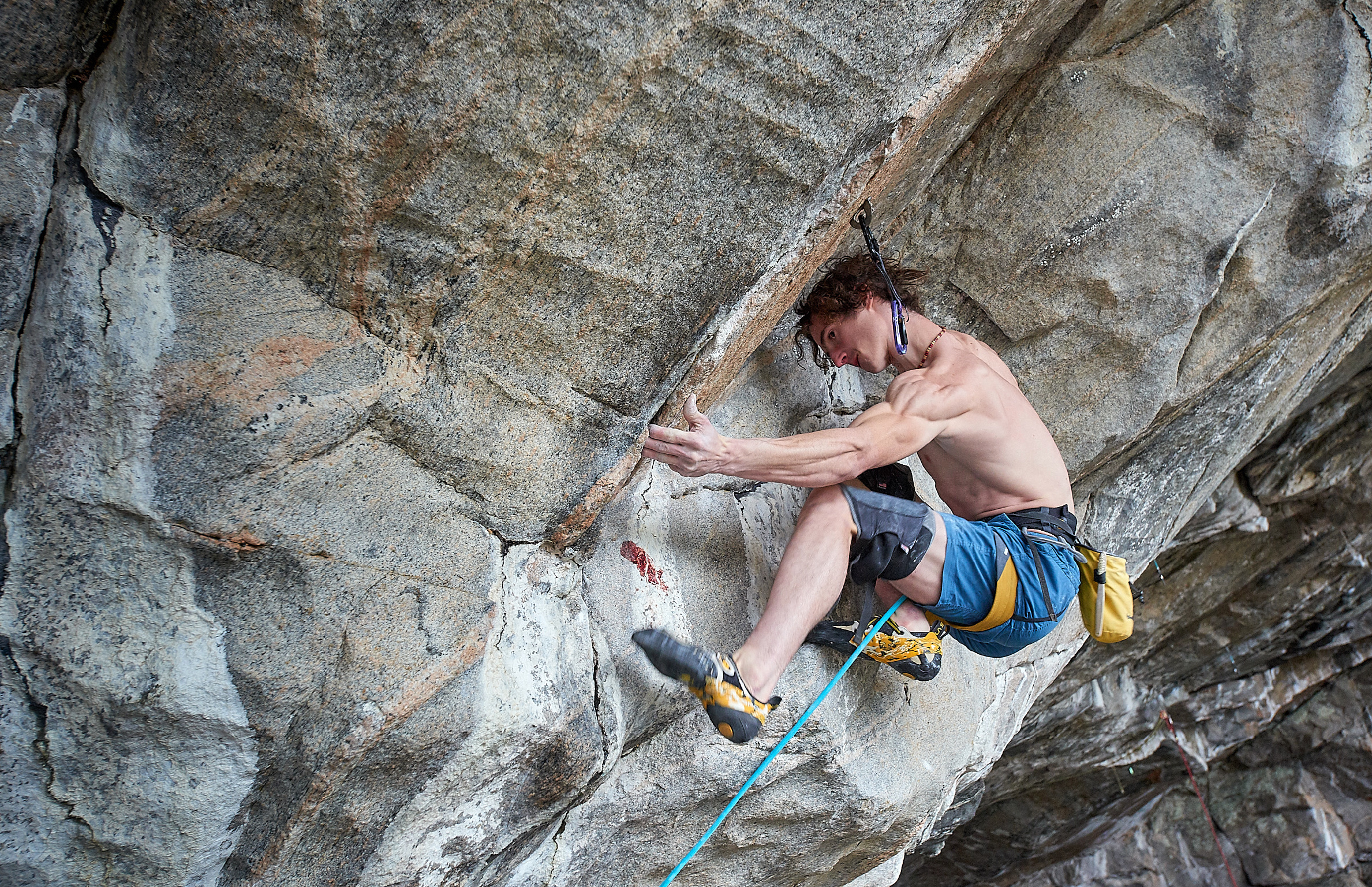
Adam Ondra travaillant le second crux, juillet 2017.
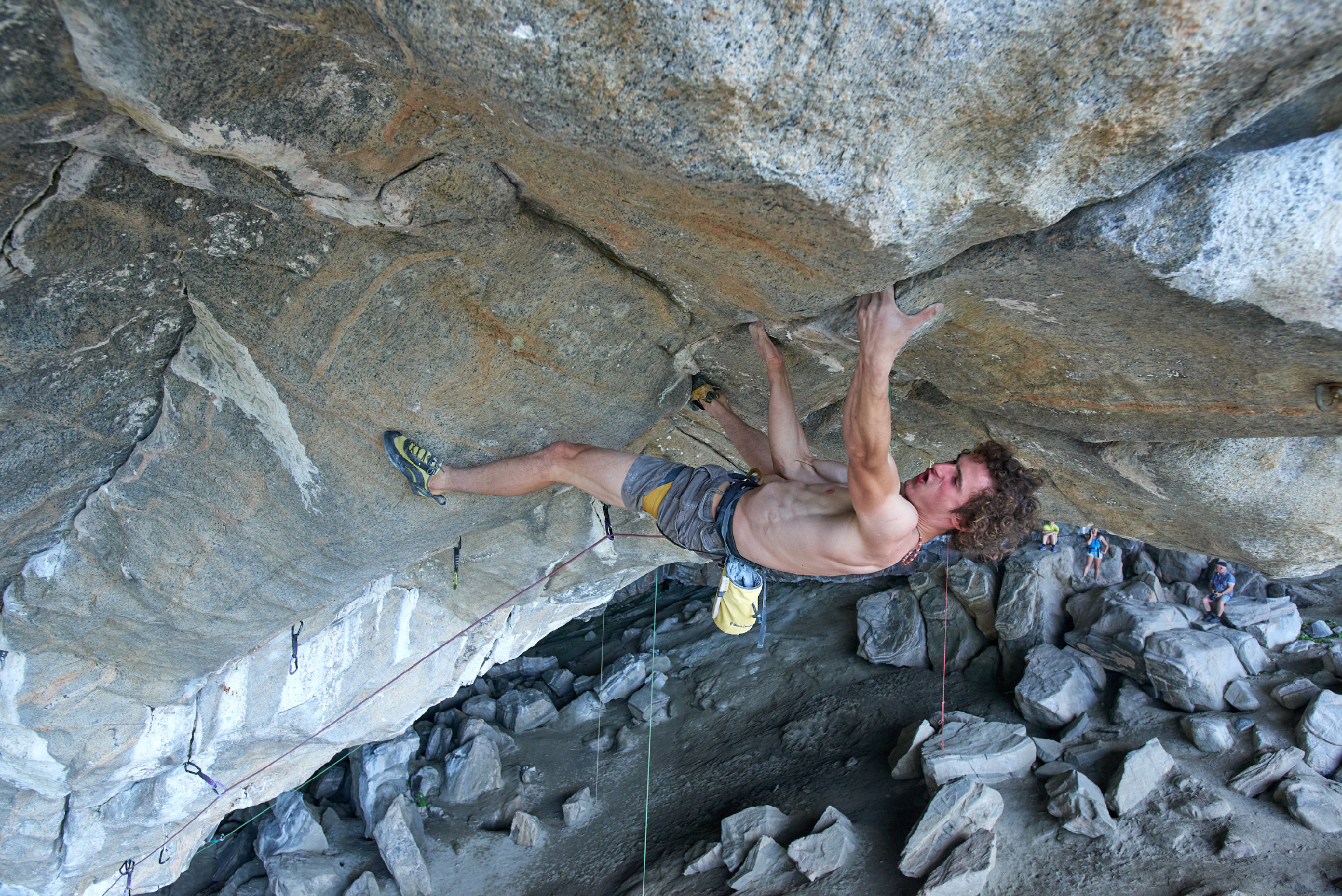
Adam Ondra avant le bac final, après le troisième crux, juillet 2017.

## Tentative de répétition
À la fin du mois de mai 2024, Stefano Ghisolfi annonce avoir répété pour la première fois le premier et le plus difficile des crux de Silence, estimé à 8C bloc. « Réussir à grimper ce crux signifie que je suis capable d’enchaîner la voie ! » annonce-t-il. Il présente l'enchaînement de ce crux dans une vidéo publiée sur sa chaîne YouTube le 30 mai 2024.